# Carex mertensii
Carex mertensii Prescott ex Bong. es una especie de planta herbácea de la familia de las ciperáceas.

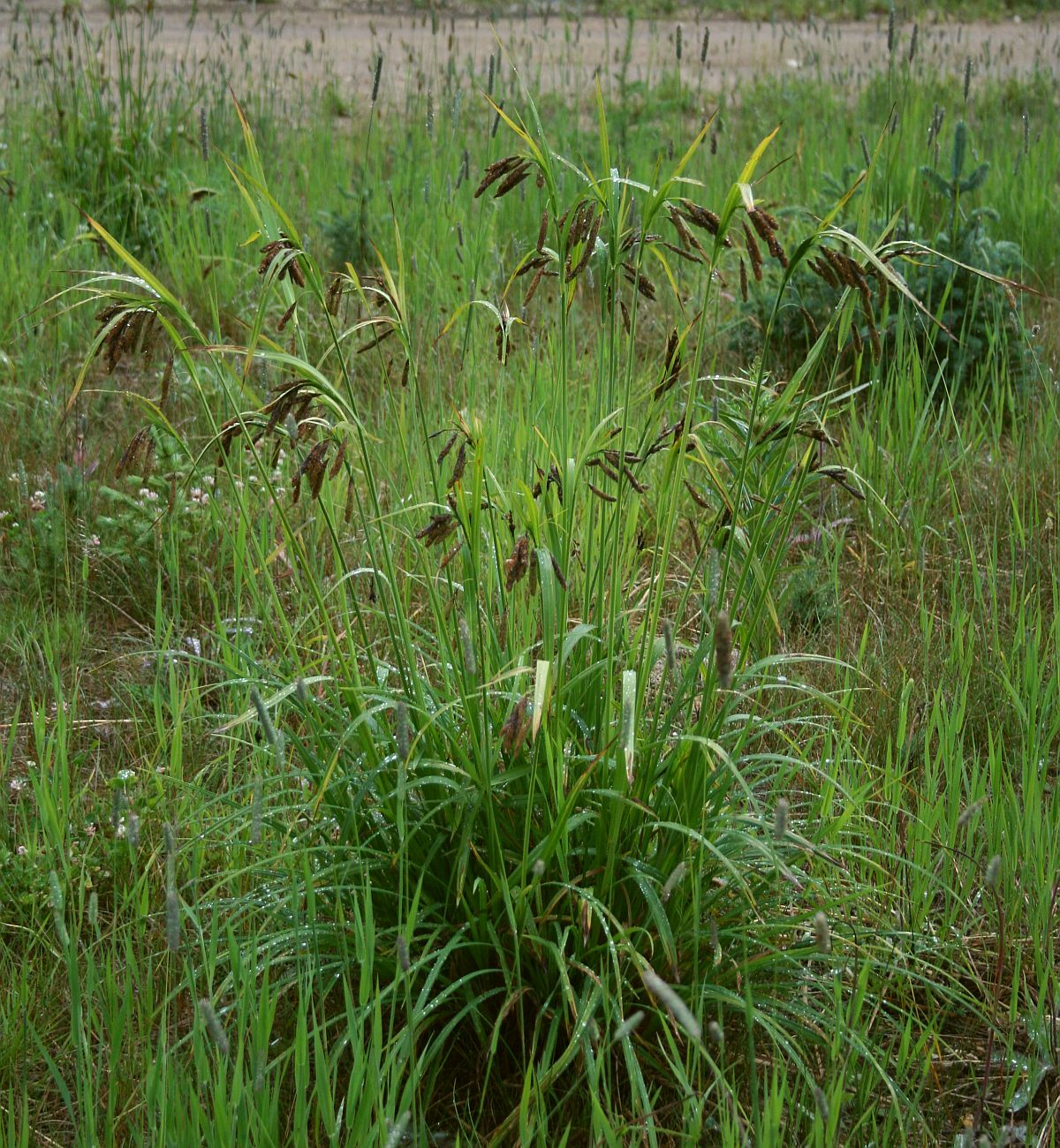
Vista de la planta

## Hábitat y distribución
Es nativa de América del Norte occidental de Alaska a California y Montana, donde crece en lugares húmedos y mojados en el hábitat de bosques de montaña y prados. 

## Descripción
Esta juncia produce racimos de tallos que alcanza alturas máximas de entre 80 y 120 centímetros. Las hojas son pequeñas, los hacía las bases de los tallos se reducen sólo a las vainas. La inflorescencia está densamente pobladas, superpuestas en forma de racimo de flores, principalmente en un largo pedúnculo. Cada inflorescencia tiene generalmente de 2 a 4 centímetros de largo. Cada una de las flores tiene una bráctea de color oscuro.

## Taxonomía
Carex mertensii fue descrita por Prescott ex Bong. y publicado en Mém. Acad. Imp. Sci. St.-Pétersbourg, Sér. 6, Sci. Math. 2: 169. 1832
Etimología
Ver: Carex
mertensii; epíteto latino otorgado en honor del botánico Franz Karl Mertens.
Variedades
- Carex mertensii var. mertensii.
- Carex mertensii var. urostachys (Franch.) Kük. in Engl. (ed.) (1909).[2]

Sinonimia
- Carex columbiana.[3][4]